# Zweites Gesetz über die Krankenversicherung der Landwirte
Im Zweiten Gesetz über die Krankenversicherung der Landwirte (KVLG 1989) sind alle Bestimmungen zur Gesetzlichen Krankenversicherung der Landwirte, mithelfenden Familienangehörigen, und Altenteiler zusammengefasst. Das KVLG 1989 trat am 1. Januar 1989 in Kraft.

## Besonderheiten
Besonderheiten im Vergleich zur Allgemeinen Krankenversicherung (geregelt im Fünften Buch Sozialgesetzbuch) liegen insbesondere in der Versicherungspflicht für selbständig Tätige (§ 2) sowie der Gewährung von Betriebshilfe (§ 11) für den Unternehmer anstelle von Krankengeld.
Das Gesetz gilt nach § 68 SGB I als besonderer Bestandteil des Sozialgesetzbuches.

## Inhaltliche Regelungen
Das KVLG 1989 besteht aus neun Abschnitten:
| Abschnitt | Paragraphen | Inhalt                                                                                 |
| --------- | ----------- | -------------------------------------------------------------------------------------- |
| 1         | 1–7         | Aufgaben der landwirtschaftlichen Krankenkasse, versicherter Personenkreis             |
| 2         | 8–14        | Leistungen                                                                             |
| 3         | 15–16       | Beziehungen der Krankenkasse zu den Leistungserbringern                                |
| 4         | 17–33       | Träger der Krankenversicherung der Landwirte und Mitgliedschaft                        |
| 5         | 34–36       | Wahrnehmung von Verbandsaufgaben                                                       |
| 6         | 37–55       | Finanzierung                                                                           |
| 7         | 56          | Medizinischer Dienst, Versicherungs- und Leistungsdaten, Datenschutz, Datentransparenz |
| 8         | 57–58       | Straf- und Bußgeldvorschriften, Anwendung sonstiger Vorschriften                       |
| 9         | 59–66       | Übergangs- und Schlussvorschriften                                                     |